# Julian Joachim
Pour les articles homonymes, voir Joachim.
Julian Kevin Joachim couramment appelé Julian Joachim, est un footballeur anglais, né le 20 septembre 1974 à Peterborough, Angleterre. Évoluant au poste d'avant-centre, il est principalement connu pour ses saisons à Leicester City, Aston Villa, Coventry City, Leeds United, Darlington et Boston United ainsi que pour avoir été sélectionné en équipe d'Angleterre espoirs.

## Biographie

### Carrière de joueur
Natif de Peterborough, il est formé à Leicester City club pour lequel il fait ses débuts professionnels. Il inscrit le tout premier but des Foxes en Premier League, à l'occasion du premier match de la saison 1994-1995 pour une défaite à domicile 1-3 contre Newcastle United.
Il est transféré à Aston Villa pour 1 500 000 £ en 1996 et joue son premier match sous ses nouvelles couleurs le 24 février 1996 lors d'une rencontre face à Wimbledon. C'est lors de son passage chez les Villans qu'il participe à sa première expérience audiovisuelle en apparaissant dans le film Hannibal de 2001. 
Après cinq saisons à Villa Park, il est transféré à Coventry City, Aston Villa payant 2 000 000 £ en plus de Joachim pour un échange avec Mustapha Hadji. Il est ensuite transféré à Leeds United en 2004 pour un transfert gratuit. Ses performances mitigées poussent le club à le prêter à Walsall pour les deux derniers mois de la saison. 
Il rejoint ensuite Boston United en juillet 2005. Le 14 août 2006, il est transféré à Darlington pour 100 000 £, ce qui constitue un record de transfert pour le club. Deux saisons plus tard, son contrat n'étant pas reconduit, il décide de quitter la Football League pour rejoindre un club non league, en signant pour King's Lynn (en) en juin 2008, club qui joue en Conference North.
Il enchaîne alors plusieurs piges dans d'autres clubs non league, parfois comme amateur, parfois comme semi-professionnel. Le 14 juillet 2011, à l'âge de 36 ans, il retrouve le milieu professionnel en resignant pour Boston United. Mais dès le 26 août 2011, après juste un match, il est libéré de son contrat, n'ayant pas réussi à gagner la confiance des Pilgrims.
Il retourne alors poursuivre la fin de sa carrière en non-league.

### Carrière internationale
Il connaît ses premières sélections en Angleterre -18 avec qui il remporte le championnat d'Europe U18 en 1993. Il reçoit aussi 4 sélections en Angleterre -19 cette même année et participé à la Coupe du monde de football des moins de 20 ans 1993. Il reçoit enfin 9 sélections pour un but marqué en Angleterre espoirs en 1994-1995.
N'ayant jamais été appelé en sélection A en Angleterre, il accepte la proposition qui lui est faite de jouer pour Saint-Vincent-et-les-Grenadines, d'où il est originaire. Alors qu'il est arrivé à Saint-Vincent pour un match match qualificatif pour la Coupe du monde 2002 contre Saint-Christophe-et-Niévès en avril 2000, il apprend qu'il n'est pas éligible pour jouer pour une autre nation que l'Angleterre à cause de ses sélections en espoir.

## Palmarès
- Champion d'Europe des moins de 18 ans en 1993 avec l'équipe d'Angleterre des moins de 18 ans